# Lutike
Lutike – wieś w Estonii, prowincji Valga, w gminie Otepää.